# Пайнер
„Пайнер“ ООД е музикална компания в Димитровград, България.
Занимава се предимно с продуциране и издаване на попфолк музика. Основана е през 1990 г. от инж. Митко Димитров, по-известен като Митко Пайнера. Производствената база и централният офис на „Пайнер“ ООД се намират в Димитровград.

## История
Първоначално фирмата се занимава с производството на аудио и видеокасети за българския пазар и за износ в чужбина. Постепенно започва да се разраства и през 1993 г. създава собствено звукозаписно студио, а през 1995 г. и видео студио.
На 13 ноември 2001 г. компанията стартира и собствена телевизия – сателитният музикален канал „Планета“. На 6 май 2007 г. в ефира се появява и фолклорният канал „Планета Фолк“. На 24 май 2010 г. тръгва и „Планета HD“ – първата HD телевизия в България.
„Пайнер“ разполага със собствени музикални магазини в девет български града, а от края на 2004 г. и с дискотеки – „Планета Пайнер Клуб“ във Варна, Хасково, Димитровград, Русе, Благоевград, Несебър, Търговище, Пловдив, Стара Загора, Пазарджик, Плевен, Шумен, Бургас и две в София, част от които са затворени. През 2008 г. в Димитровград е открит „Комплекс Планета Пайнер“.
На 13 ноември 2012 г. стартира и едноименното радио „Пайнер“ което се излъчва само дигитално и по сателит.
На 17 септември 2020 г. телевизионният канал „Планета 4К“.
На 9 май 2023 г. HD вариант на канала „Планета Фолк“.

## Национално турне на „Планета ТВ“
През 2004 г. компанията организира „Планета Прима“ – концертно турне, което преминава през 15 български града.
Турнето се превръща в традиция и през следващите години (2005 – 2010) се организира всяко лято, като всяко издание търпи промени в състава на участниците и градовете в него. Главен спонсор между 2004 – 2006 е мобилният оператор М-тел, а между 2007 – 2010 производителят на безалкохолни изделия Дерби. През периода 2011 – 2013 концерти не се състоят, а през 2014 г. отново е организирана обиколка из страната, като главен спонсор е веригата магазини Lafka.

## Годишни награди
В началото на всяка година компанията организира музикални награди, които традиционно раздава на сборни концерти. Първото издание на „Годишните награди на телевизия Планета“ е в началото на 2003 г. Ежегодно има промени в категориите, в които се раздават статуетките, но има няколко основни, които се връчват на всяка церемония – Певица на годината, Певец на годината, Видеоклип на годината, Песен на годината, Албум на годината, Дует на годината. Тези категории се считат и за най-престижните. През 2017 г. за първи път не се провежда церемония.

## Концерти
От 2001 до 2019 г. през ноември или декември се отбелязва годишнината от създаването на ТВ „Планета“ със сборен концерт в София и Пловдив. Рождените дни на медията включват изпълнения на песните за изминалата година, както и някои по-стари хитове. Освен основните концерти на телевизия „Планета“, Пайнер провежда и други концерти с марката на компанията.
- На 8 юни 2000 г. Пайнер отбеляза своя първи юбилей с концерт в Пловдив в „Панаирна палата №2“.
- На 8 ноември и 6 декември 2000 г. Пайнер организира два концерта в НДК – С хитовете на есен 2000 и Коледен концерт.
- На 10 юни 2002 г. Пайнер организира благотворителен концерт в НДК в полза на семейства на полицаи, загинали при изпълнение на служебния им дълг.
- На 30 октомври 2002 г. се провежда първото денс парти в „Панаирна палата №2“ в Пловдив.
- На 20 април 2004 г. в „Панаирна палата №10“ в Пловдив се организира за първи път пролетно парти.
- На 7 септември 2006 г. на стадион Локомотив в София се организира концертът „Планета Мура Мега“, като това е първият концерт на Пайнер организиран на открит стадион.
- На 19 декември 2006 г. в НДК се проведе и първият фолклорен концерт на фирмата.
- На 13 май 2007 г. на пл. „Александър I Батенберг“ в София се проведе първият фолклорен концерт на открито по случай старта на Планета Фолк.
- На 25 май 2007 г. в НДК се организира концерта „Добра среща приятели“ (от името по едноименната песен на Ивана), където е връчена наградата от 100 000 лв. в състезанието за обект, най-добре представил соковете „Дерби“.
- На 9 юни 2010 г. се отпразнуват 20 години от създаването на фирмата в София пред храм-паметник „Св. Александър Невски“ и старта на телевизия „Планета HD“.
- На 25 юни 2012 г. се отпразнуват 2 години от старта на „Планета HD“ пред пл. „Княз Александър I Батенберг“.
- На 11 юни 2015 г. с фолклорен концерт в Летния театър в Стара Загора са отбелязани 25 години Пайнер.
- На 7 ноември 2015 г. се състои благотворителен концерт на Планета Пайнер в  зала „Булстрад Арена“, Русе.[2]
- На 29 юли 2017 г.  се провежда концертът „Звездите на Планета Пайнер“ на стадион „Спартак“ във Варна.[3]

## Музикални телевизионни програми
Освен концерти музикална компания „Пайнер“ организира и редица музикални телевизионни програми снимани в заведение, дискотека или комплекс „Приказките“ в Харманли.

## Фестивал „Тракия фолк“
През 1994 г. „Пайнер“ организира фестивал за нова авторска песен на фолклорна основа „Тракия фолк“ в Димитровград. През 1995 г. в Хасково, като в задължителен раздел на фестивала е установен и попфолкът. След няколко годишно прекъсване през 1999 г. в Стара Загора фестивалът се състои отново, но този път е обявен като Национален конкурс за изпълнители и песни от съвременния български фолк. Следващите издания на фестивала се състоят през 2000 г. отново в Стара Загора и през 2003 г. в Пловдив.

## Под-лейбъли и партньорства
В периода от 2002 до 2008 г. дистрибутират под-лейбъла на композитора Тодор Димитров – Токича наричащ се Pro Music. От 2017 г. дистрибутират под-лейбъла на композитора Николай Пашев, първоначално познат като Diamond Beats Production и впоследствие съкратен на Diamond Pro през 2022 г. когато стартират свой YouTube канал. През 2019 г. стават медийни и събитийни партньори на лейбъла на изпълнителя Галин с наименованието Alpha Music. От 2022 г. дистрибутират под-лейбъла на изпълнителката Емануела известен като Ra Music.

## Изпълнители

### Попфолк изпълнители
- Айви
- Алекс Робов (Пайнер/Diamond Pro)
- Анелия (В Пайнер/Pro Music от 2002 до 2007) (В Пайнер от 2007-настояще)
- Ани Хоанг
- Ариа
- Биляниш
- Борис Дали
- Валя
- Vane$$a (Пайнер/Diamond Pro)
- Глория
- Данна (Пайнер/Diamond Pro)
- Джена
- Джордан
- Джулия (В Пайнер от 2015 до 2016; 2019-настояще) (В Пайнер/Diamond Pro от 2017 до 2018)
- Димана
- Диона
- Дон Марио
- Еви Аспарухов
- Екстра Нина
- Емануела
- DJ Живко Микс
- Ивана
- Илиян Бойд
- Кирил
- Крисия D
- Кристиан Кирилов
- Милко Калайджиев
- Моан
- Палома
- Пламена
- Преслава
- Райна
- Соня Немска
- Теди Александрова (Пайнер/Diamond Pro) (В Пайнер от 2009 до 2024)
- Тони G
- Христо Ваташки
- Цветелина Янева
- Яница

### Чуждестранни изпълнители (Балкански фолк)
- Йоргос Ясемис
- Сотос Карабелас

### Поп и рап изпълнители
- Веселин Маринов
- Дамян Попов
- Лазар
- Светла Иванова

### Фолклорни изпълнители
- Ангелина Милева
- Васил Вълканов
- Деян Митев
- Здравко Мандаджиев
- Иван Дяков
- Ивелина Колева
- Надя Казакова
- Пепи Христозова
- Петър Кираджийски
- Поли Паскова
- Росица Пейчева
- Светла Дукатева
- Славка Калчева
- Тони Войводова
- Янко Неделчев

### Оркестри, дуети и групи
- Трио Сопрано

### Фолклорни оркестри, дуети и групи
- Виевска фолк група
- Калина и Невена
- Мария и Магдалена Филатови
- орк. Канарите
- орк. Орфей
- орк. Плам
- орк. Пловдив
- Сестри Диневи
- формация Паскалев

### Бивши изпълнители
- Азис – в Пайнер само 2009
- Албена – в Пайнер от 2005 до 2006
- Амет – в Пайнер от 1998 до 2015
- Андреа – в Пайнер от 2006 до 2015
- Антонио – в Пайнер от 2020 до 2025
- Биляна – в Пайнер от 2003 до 2020
- Бони – в Пайнер с орк. Кристали от 1998 до 1999; самостоятелно от 2008 до 2012
- Бори Виденова – в Пайнер от 2002 до 2003
- Боряна – в Пайнер от 2006 до 2009
- Валдес – в Пайнер от 1994 до 2004; само през 2009
- Валентина – в Пайнер от 2011 до 2016
- Валентина Кристи – в Пайнер от 2008 до 2016
- Ваня – в Пайнер от 2014 до 2022
- Вероника – в Пайнер от 2002 до 2009
- Весела – в Пайнер от 1998 до 2009
- Виктория – в Пайнер/Pro Music от 2002 до 2003
- Виктор – в Пайнер/Pro Music с Extazy от 2002 до 2003; от 2008 до 2010
- Галина – в Пайнер/Pro Music от 2002 до 2003
- Галена – В Пайнер от 2003 до 2023
- Галин – в Пайнер от 2011 до 2021
- Гергана – в Пайнер/Pro Music от 2003 до 2008; в Пайнер от 2008 до 2021
- DJ Дамян – в Пайнер от 2001 до 2002
- DJ Jerry – в Пайнер от 1994 до 2005
- Даниела – в Пайнер от 2003 до 2012
- Даяна – в Пайнер от 2012 до 2015
- Денис – в Пайнер от 2011 до 2021
- Денис Теофиков – в Пайнер/Diamond Pro от 2018 до 2021†
- Деси Слава – в Пайнер от 1997 до 2003; от 2014 до 2020
- Джамайката – в Пайнер от 2013 до 2015
- Димитър Френски – в Пайнер от 1999 до 2000
- Елена – в Пайнер от 2005 до 2011
- Елена Кацарова – в Пайнер само през 1997; от 2000 до 2004
- Еми Стамболова – в Пайнер от 1994 до 1997
- Емилия – в Пайнер от 1999 до 2005; 2007 до 2021; В Пайнер/Pro Music от 2005 до 2007
- Емрах – в Пайнер/Diamond Pro от 2018 до 2019; в Пайнер от 2020 до 2022
- Есил Дюран – в Пайнер от 2000 до 2019
- Жокер – в Пайнер от 2007 до 2012; от 2021 до 2024
- Жоро Любимеца – в Пайнер от 1998 до 2009
- Жулиета – в Пайнер от 2007 до 2009
- Зорница Иванова – в Пайнер от 1996 до 1997
- Ива – в Пайнер от 2003 до 2005
- Ивета – в Пайнер от 2019 до 2024
- Илия Загоров – в Пайнер от 1997 до 2005
- Кали – в Пайнер от 2010 до 2020
- Калия – в Пайнер от 2001 до 2004
- Карлос – в Пайнер от 2013 до 2023
- Камелия – в Пайнер от 1997 до 2014
- Константин – в Пайнер от 2006 до 2019
- Коста Марков – в Пайнер от 1997 до 2006; от 2016 до 2019
- Кристиана – в Пайнер от 2013 до 2015
- Крум – в Пайнер от 2013 до 2015
- Лейла – в Пайнер от 2011 до 2012
- Луна – в Пайнер от 2006 до 2008
- Люси – в Пайнер от 2002 до 2009; от 2013 до 2014
- Люси Манолова – в Пайнер от 2011 до 2012
- Магапаса – в Пайнер от 1997 от 2012
- Магда – в Пайнер от 2003 от 2021
- Магдалена Санчес – в Пайнер от 2001 до 2003
- Малена – в Пайнер от 2023 до 2024
- Малина – в Пайнер от 2000 до 2020
- Мариана Калчева – в Пайнер от 1999 до 2007
- Мариана Славова – в Пайнер от 2001 до 2004
- Марина Тошич – в Пайнер от 2015 до 2019
- Мариян – в Пайнер от 2004 до 2007
- Мария – в Пайнер от 2000 до 2023
- Мария Загорова – в Пайнер от 1998 до 2000
- Мария Кехайова – в Пайнер от 1998 до 2000
- Мария Петрова – в Пайнер от 2011 до 2018
- Мая – в Пайнер от 1996 до 2008
- Милена – в Пайнер от 1997 до 2002
- Милица – в Пайнер от 2005 до 2015
- Мира – в Пайнер от 1999 до 2005
- Надя – в Пайнер от 2001 до 2007
- Найден Милков – в Пайнер от 2001 до 2008
- Наргиз – в Пайнер от 2002 до 2009
- Наско Ангелов – в Пайнер/Pro Music от 2002 до 2003
- Насти – в Пайнер от 2007 до 2010
- Нелина – в Пайнер с формация Фаворит от 1994 до 1995; самостоятелно от 1998 до 2019
- Орхан Мурад – в Пайнер от 2000 до 2001; от 2007 до 2008
- Персиян – в Пайнер от 2007 до 2008
- Петра – в Пайнер от 1998 до 2003
- Полина – в Пайнер от 2005 до 2009
- Пресила – в Пайнер от 2014 до 2016
- Радко – в Пайнер от 2019 до 2024
- Радо Шишарката – в Пайнер от 1993 до 1997; от 2018 до 2019
- Рейхан – в Пайнер от 2001 до 2005†
- Рени – в Пайнер от 1998 до 2005
- Роксана – в Пайнер от 2011 до 2022
- Росица – в Пайнер от 2012 до 2015
- Руси Русев – в Пайнер от 1995 до 2000; само през 2007
- Саманта – в Пайнер от 2009 до 2011
- Сашка Васева – в Пайнер от 1996 до 1999
- Селена – в Пайнер от 1997 до 1998
- Сиана – в Пайнер от 2007 до 2018
- Силвена – в Пайнер от 2008 до 2009
- Силвия – в Пайнер от 1997 до 2018
- Симон – в Пайнер от 2022 до 2023
- Соня Иванова – в Пайнер от 2011 до 2012
- Стоян – в Пайнер само 2003
- Таня Боева – в Пайнер от 1997 до 1999
- Таня Добрева – в Пайнер от 1996 до 2003
- Таня Маринова – в Пайнер от 2019 до 2021
- Таня Мутафова – в Пайнер от 1995 до 2002 († 2018)
- Татяна – в Пайнер от 2002 до 2025
- Теди – в Пайнер от 1996 до 1998
- Тина – в Пайнер от 2021 до 2024
- Тони Дачева – в Пайнер от 1997 до 2025
- Тонита – в Пайнер от 1998 до 2000
- Траяна – в Пайнер само 2005; от 2009 до 2015
- Фики – в Пайнер от 2014 до 2022
- Хабиби – в Пайнер от 2005 до 2009
- Хари Христов – в Пайнер от 1997 до 1998
- Цветелина – в Пайнер от 1997 до 2001
- Цветелина Грахич – в Пайнер/Diamond Pro само 2020
- Щилиян – в Пайнер с орк. Китка от 1995 до 1997
- Юнона – в Пайнер от 2007 до 2022
- Янек – в Пайнер от 1999 до 2000

### Чуждестранни изпълнители, напуснали Пайнер
- Ави Бенеди – в Пайнер от 2014 до 2022
- Анди – в Пайнер от 2001 до 2002
- Бобан Здравкович – в Пайнер от 2002 до 2018
- Елена Велевска – в Пайнер от 2016 до 2018
- Рашид Ал Рашид – в Пайнер само през 2004
- Симос Салиас – в Пайнер от 2016 до 2017
- Сакис Кукос – в Пайнер от 2002 до 2020

### Поп, рап, оперни и шлагерни изпълнители, напуснали Пайнер
- АРТи – в Пайнер от 2018 до 2019
- Бойчо Богданов – в Пайнер с трио Вароша '87 от 1995 до 1997; самостоятелно до 2001 († 2021)
- Венци – в Пайнер от 2003 до 2004
- Денислава Станева (Трио „Сопрано“) – в Пайнер от 2015 до 2016
- Драго Драганов – в Пайнер от 2003 до 2006
- Ивайло Гюров – в Пайнер от 2003 до 2005
- Кичка Бодурова – в Пайнер от 1999 до 2002
- Лили Иванова – в Пайнер от 1995 до 1999
- Мария Петрова – в Пайнер от 1995 до 2023†
- Миро – в Пайнер от 2008 до 2009
- Нончо Воденичаров – в Пайнер от 2002 до 2009†
- Росица Ганева – в Пайнер от 1995 до 1998
- Салина – в Пайнер от 1997 до 2000
- Устата – в Пайнер от 2015 до 2020

### Оркестри, дуети и групи, напуснали Пайнер
- Аванград – в Пайнер само през 1995
- Албена и Любена – в Пайнер/Pro Music от 2002 до 2003
- Астон – в Пайнер само през 1996
- Близнаците – в Пайнер от 2005 до 2008
- трио Вароша `87 – в Пайнер от 1995 до 1997
- Гумени глави – в Пайнер от 1997 до 2000
- Дуле и Коки – в Пайнер от 2004 до 2006
- ДВС Таралежите – в Пайнер от 2003 до 2008
- Дует Апогеасос – в Пайнер от 1994 до 1995
- Expose – в Пайнер от 2005 до 2011
- Extazy – в Пайнер/Pro Music само от 2002 до 2003
- формация Зорница – в Пайнер от 1996 до 1998
- Квартални братя – в Пайнер само през 2001
- орк. Козари – в Пайнер от 1994 до 1996
- орк. Кристал – в Пайнер от 1997 до 2006
- орк. Кристали – в Пайнер от 1994 до 2020
- Максима – в Пайнер от 2001 до 2003
- Малките Пантери – в Пайнер от 2001 до 2004
- Мариана и Виктория – в Пайнер от 2000 до 2005
- орк. Мерцедес – в Пайнер от 1995 до 1996
- Осем осем – в Пайнер от 2003 до 2007
- Пантерите – в Пайнер от 1999 до 2002
- Pro 4 Life – в Пайнер само през 2001
- Симпатяги – в Пайнер от 1997 до 2000
- формация Фаворит – в Пайнер от 1994 до 1997
- дует Черно и бяло – в Пайнер от 1999 до 2001
- дует Шик – в Пайнер от 1998 до 2002

### Фолклорни изпълнители, оркестри, дуети и групи, напуснали Пайнер
- Айшенур – в Пайнер от 2014 до 2021
- Веселин Джигов – в Пайнер от 2000 до 2002†
- Илка Александрова – в Пайнер от 2003 до 2005
- Конушенски народен оркестър – в Пайнер от 1999 до 2002
- Недялка Керанова – в Пайнер само през 1994
- Любка Рондова – в Пайнер само през 1994
- Николай Славеев – в Пайнер от 1998 до 2019
- Пенка Павлова – в Пайнер само през 1995
- Тодор Кожухаров – в Пайнер от 1999 до 2004
- Томика – в Пайнер от 2014 до 2018
- Трио Извор – в Пайнер само през 1994
- Хари бенд – в Пайнер от 2014 до 2020
- Христо Косашки – в Пайнер от 2008 до 2019
- Южни ритми – в Пайнер от 1999 до 2004
- Юри Крумов – в Пайнер от 2004 до 2014